# Sande, Vilarinho, Barros e Gomide
Sande, Vilarinho, Barros e Gomide (oficialmente: União das Freguesias de Sande, Vilarinho, Barros e Gomide) é uma freguesia portuguesa do município de Vila Verde, com 12,38 km² de área e 1411 habitantes (censo de 2021). A sua densidade populacional é 114 hab./km².

## História
Foi constituída em 2013, no âmbito de uma reforma administrativa nacional, pela agregação das antigas freguesias de Sande, Vilarinho, Barros e Gomide.

## Demografia
A população registada nos censos foi:
| Distribuição da População por Grupos Etários | Distribuição da População por Grupos Etários | Distribuição da População por Grupos Etários | Distribuição da População por Grupos Etários | Distribuição da População por Grupos Etários | Distribuição da População por Grupos Etários |
| -------------------------------------------- | -------------------------------------------- | -------------------------------------------- | -------------------------------------------- | -------------------------------------------- | -------------------------------------------- |
| Antes da agregação                           |                                              |                                              |                                              |                                              |                                              |
| Ano                                          | 0-14 anos                                    | 15-24 anos                                   | 25-64 anos                                   | >= 65 anos                                   | Total                                        |
| 2001                                         | 329                                          | 267                                          | 746                                          | 290                                          | 1632                                         |
| 2011                                         | 250                                          | 214                                          | 823                                          | 277                                          | 1564                                         |
| Após a agregação                             |                                              |                                              |                                              |                                              |                                              |
| Ano                                          | 0-14 anos                                    | 15-24 anos                                   | 25-64 anos                                   | >= 65 anos                                   | Total                                        |
| 2021                                         | 165                                          | 167                                          | 783                                          | 296                                          | 1411                                         |